# Alice Wonder
Alice Wonder   (Cuatro Caminos, 11 d'octubre de 1998), nom artístic d'Alicia Climent Barriuso, és una cantant espanyola. Fa música de caràcter indie pop majoritàriament en anglès, però també en castellà. Ha col·laborat amb artistes com ara Xoel López i Rayden.

## Carrera
Va encetar la carrera a partir de la publicació de versions musicals en format de vídeo curt a Instagram quan tenia 14 anys. El 5 de maig del 2014, va llançar l'EP Take Off, que incloïa les cançons Run Run, Like Mornings i l'homònima al títol del conjunt.
El seu primer disc, FireKid, va sortir a la llum el dia 31 del mateix maig del 2018 i va ser promocionat per plataformes de streaming de música com ara Tidal o Spotify. Es tracta d'una crida metafòrica al talent innat que hi ha dins de cadascú. Segons l'artista, «aquell foc és aquell talent que la gent no es permet d'explotar o incendiar». Va ser produït per Ángel Lujan amb la col·laboració de Jorge González, el teclista de Vetusta Morla. El disc inclou unes quantes cançons que Wonder havia avançat al començament de l'any —Strategy, Clean up the mess i Too mad— i d'altres de noves, com ara el senzill Playgame o Bajo la piel, escrita extraordinàriament en llengua castellana. El març del 2018, va deixar patent que era un treball ple de vivències i imàtgens personals. Com escrivia un crític d'El País, «hi podem endevinar les diferents capes i submons que conviuen dins d'Alice».
El 26 d'octubre del 2022, se'n va anunciar la participació en el Benidorm Fest 2023, celebrat per a seleccionar la candidatura representant d'Espanya al Festival de la Cançó d'Eurovisió d'aquell any. Va sortir victoriosa de la primera semifinal i va esdevenir finalista. Finalment, però, va obtenir la cinquena posició d'entre vuit candidats.

## Vida personal
Ha declarat que sent disfòria de gènere i que mai s'ha acabat de sentir ni home ni dona exclusivament, per la qual cosa s'identifica com a no-binària. Se sent còmoda amb qualsevol pronom personal, tot i que tendeix a fer servir el femení ella. Durant l'adolescència va arribar a autopercebre's com un noi gai, però més tard com a dona. Pel que fa a l'orientació sexual, se sap que primer sortia amb noies i després es va enamorar d'un home més gran amb qui va mantenir una relació amorosa durant dos anys.

## Discografia

### Àlbums
- 2018 – Firekid
- 2022 – Que se joda todo lo demás

### EP
- 2017 – Take Off

### Senzills
- 2018 – Strategy
- 2018 – Clean Up the Mess
- 2018 – Too Mad
- 2018 – Playgame
- 2019 – La apuesta (amb Guille Galván)
- 2019 – Long Journey (amb DAPS i PMP)
- 2020 – Por si apareces
- 2020 – Corazón mármol
- 2020 – White Noise (amb Poems for Jamiro)
- 2020 – No te vayas
- 2021 – Que se joda todo lo demás
- 2021 – O
- 2021 – Sueño raro
- 2022 – Boo (amb DAPS i PMP)
- 2022 – La locura
- 2022 – Yo quisiera

#### Com a artista convidada
- 2020 – El mejor de tus errores (Rayden feat. Alice Wonder)